# Henry From
Henry From (Århus, 1º giugno 1926 – Århus, 31 agosto 1990) è stato un calciatore e allenatore di calcio danese, di ruolo portiere.

## Carriera

### Giocatore
Giocò per tutta la carriera nell'Aarhus Gymnastikforening, squadra della sua città natale. Con l'Aarhus vinse quattro campionati e quattro Coppe di Danimarca.
Nella Coppa dei Campioni 1960-1961 raggiunse i Quarti di finale, dove fu eliminato dai futuri campioni del Benfica.
Partecipò alle Olimpiadi del 1952 a Helsinki come portiere di riserva. Ritornò alle Olimpiadi nel 1960, a Roma, questa volta da titolare. Durante questa competizione la Danimarca vinse la medaglia d'argento, venendo sconfitta in finale dalla Jugoslavia. Difese anche la porta della Nazionale maggiore.

### Allenatore
Allenò l'Aarhus, sua ex squadra, nella stagione 1965-1966.
Fu allenatore della Nazionale Danese tra il 1968 e il 1969, per 20 partite. Ebbe come assistenti prima Erik Hansen e poi John Hansen.
Nel 1971 fece ritorno sulla panchina dell'Aarhus per sei mesi, da gennaio a giugno. Portò la squadra alla vittoria della 2. Division, terza serie del calcio danese.

## Palmarès

### Giocatore

#### Club
- Campionato danese: 4

Aarhus: 1954-55, 1955-56, 1956-57, 1960
- Coppa di Danimarca: 4

Aarhus: 1954-55, 1956-57, 1959-60, 1960-61

#### Nazionale
- Argento olimpico: 1

Roma 1960

### Allenatore
- 2. Division: 1

Aarhus GF: 1971